# KTM RC16
A KTM RC16 é uma mota de corrida desenvolvida para competir no MotoGP. A mota estreou-se no Grande Prêmio da Comunidade Valenciana de 2016.
1. ↑  «motogp.com · MotoGP World Standing 2018». www.motogp.com (em inglês). Consultado em 4 de abril de 2018